# Otley Rugby Union Football Club
Maillots
 Otley Rugby Union Football Club est un club de rugby anglais fondé en 1865 et basé à Otley dans le West Yorkshire (grande banlieue de Leeds) qui joue en National League 2 North, c’est-à-dire la quatrième division anglaise, lors de la saison 2014-2015.
Il a la particularité d’avoir compté un prix Nobel de physique dans les rangs de son équipe seconde, Albert Fert, dans les années 1970.

## Joueurs célèbres
- Danny Care
- Albert Fert
- Nigel Melville

## Palmarès
- Vainqueur du championnat d'Angleterre de Troisième Division (National League One) : 1993, 2000, 2008
- Vainqueur du championnat d'Angleterre de Quatrième Division (National League 2 North) : 1991
- Vainqueurs de la Yorkshire Challenge Cup : 1889, 1910, 1911, 1929, 1931, 1934, 1936, 1937, 1993